# Nueva Enciclopedia Católica
La Nueva Enciclopedia Católica (en inglés: New Catholic Encyclopedia, NCE) es un trabajo de referencia de varios volúmenes sobre la historia y las creencias de la Iglesia católica editado por la facultad de la Universidad Católica de América. La facultad tenía la intención de convertirla, como su predecesora en la Enciclopedia Católica de 1914, en un trabajo de referencia estándar para estudiantes, maestros, bibliotecarios, periodistas y lectores en general interesados en la historia, la doctrina, las prácticas y las personas de la fe católica. Sin embargo, a diferencia de su predecesora, su primera edición también contenía artículos más generales sobre ciencia, educación y artes liberales. La NCE fue publicado originalmente por McGraw-Hill en 1967. Una segunda edición, que abandonó los artículos más reminiscentes de una enciclopedia general, fue publicada en 2002, y fue incluida como una de las "Mejores fuentes de referencia de Library Journal" para el 2003.

## Primera edición
La Enciclopedia Católica original fue publicada entre 1907 y 1914, primero por The Robert Appleton Company, que fue creada específicamente para ese propósito, y luego por su sucesora, The Encyclopedic Press Inc. Los suplementos de esta edición fueron publicados en 1922 y 1958. En 1960, la Universidad Católica de América, en colaboración con la editorial McGraw-Hill Book, comenzó a trabajar en lo que se planeó como una enciclopedia completamente nueva, y siete años más tarde, en 1967 publicó la Nueva Enciclopedia Católica (NCE1), de 15 volúmenes. Los volúmenes suplementarios alfabéticos aparecieron en 1974, 1979, 1989 y 1996.

## Volumen de jubileo
En 2001, en colaboración con la Universidad Católica de América, Gale Publishing, una subsidiaria de The Thomson Corporation, publicó un Volumen de Jubileo: Los años de Wojtyła, que se enfoca en el pontificado del Papa Juan Pablo II e incluye ensayos temáticos que cubren a la persona, su obra y pontificado en dos partes:
«De la Polonia de Karol Wojtyła al mundo de Juan Pablo II — Ensayos temáticos» y «Juan Pablo II y su pontificado». La segunda parte ofrece varias secciones, el contenido de cada uno de los cuales se organiza con entradas en orden alfabético.
Ha sido listada en ocasiones como el volumen 20 del NCE1. Fue concebida por el editor "no tanto como un suplemento de la edición original: como una propædia , un preámbulo, a la edición revisada de NCE", que fue seguir un año después. Parte del material del Jubilee Volume apareció en suplementos posteriores, en particular el suplemento de 2010 de la segunda edición.

## Segunda edición
La segunda edición de la Nueva Enciclopedia Católica (NCE2), que incorpora material de la edición original y sus suplementos, junto con otras adiciones y revisiones, fue publicada por Gale Publishing en 2002. Constó de catorce volúmenes, siendo el decimoquinto un índice acumulativo de toda la enciclopedia. Más tarde aparecieron volúmenes complementarios para esta segunda edición.
Además de los cientos de nuevos artículos firmados sobre una amplia variedad de temas, la segunda edición también contó con biografías de figuras religiosas contemporáneas; miles de fotografías, mapas e ilustraciones; y algunas citas bibliográficas actualizadas. Las fotografías permanecieron en blanco y negro.

### Críticas y reseñas
NCE2 recibió críticas mixtas. Si bien aplaudieron el esfuerzo, los revisores encontraron que la actualización era irregular: muchas bibliografías no fueron actualizadas, se omitieron nuevos edificios notables y no se incluyeron nuevos resultados de investigación importantes. Además, se omitió por completo una gran cantidad de artículos y 3,5 millones de palabras que aparecieron en NCE1. Un editor, Berard Marthaler, dijo que la reducción de tamaño "tenía que hacerse con un cuchillo de carnicero, no con un bisturí". Los temas controvertidos se evitaron, hasta cierto punto, en la segunda edición; por ejemplo, como Jan Malcheski y Herman Sutter señalaron en sus reseñas, se omitió un artículo del suplemento NCE1 de 1996 sobre pedofilia en el NCE2. El tono del trabajo de varios autores también fue variable, desde artículos académicos más antiguos, como el de "Aristóteles", hasta aquellos dirigidos a una audiencia más general, como el artículo sobre "Alegría".

### Complemento para la segunda edición
En verano de 2006, la editorial Gale, junto con la Prensa de la Universidad Católica de América, desarrolló un plan para la actualización continua de la segunda edición tanto en formato impreso como electrónico (eBook). El plan de actualización indicó un enfoque especial en los Estados Unidos.[cita requerida] Las nuevas entradas planificadas incluían biografías, así como artículos sobre movimientos, organizaciones, documentos e ideas que son católicos o de especial interés para los católicos.
El primero de estos volúmenes complementarios, se publicó electrónicamente en junio de 2009 y se imprimió en noviembre del mismo año. Se centró en el tema de "La ciencia y la Iglesia", y contenía artículos nuevos como los de Charles Darwin y Sigmund Freud.  También actualizó los artículos sobre la Iglesia Católica en cada uno de los cincuenta estados, así como los 33 artículos de la arquidiócesis de EE. UU. Contiene una bibliografía muy actualizada. La mayoría de los editores ahora pertenecen a instituciones católicas distintas a la Universidad Católica de América.
El suplemento de 2010, publicado en junio, se centra en el tema "La Iglesia en la Historia Moderna", haciendo especial énfasis en la Segunda Guerra Mundial y los años posteriores a ella. Incluía unas 200 entradas sobre los beatificados o canonizados desde 2003. La mayoría de los beatificados eran entradas nuevas, mientras que la mayoría de los santos eran revisiones de artículos anteriores, aunque en general el suplemento de 2010 tenía más entradas nuevas que revisadas.
El suplemento de 2011, centrado en el tema "La Iglesia y las Artes y la Música"; entre sus nuevos artículos había uno sobre la crisis del abuso sexual y otro sobre el Papa Benedicto XVI, así como nuevas entradas sobre St. Mary Helen McKillop (1842–1907) y St. Andre Bessette (1845–1937). "Ética y Filosofía" fue el tema del suplemento 2012-2013.